# Thomas Cammaert
Thomas Cammaert (Bornem, 25 april 1984) is een acteur, oorspronkelijk afkomstig uit Vlaanderen. Op zijn 18e jaar verhuisde hij naar Amsterdam, waar hij een opleiding aan de toneelschool volgde. Sindsdien speelde hij in vele Nederlandse producties.

## Levensloop
Cammaert werd geboren in Bornem, provincie Antwerpen. Daarna verhuisde hij naar Nederland. Cammaert studeerde in 2006 af aan de Amsterdamse Toneelschool en Kleinkunstacademie. Hij speelde in de toneelopvoeringen In ademnood richting de dood (2005), Don Carlos (2005), De vrouw van vroeger (2005) en De familie Avenier (2007 [deel 1 en 2], 2008 [deel 3 en 4]). In 2009 speelde hij de rol van Cléante in het toneelstuk De ingebeelde zieke van Molière tijdens De Utrechtse Spelen en in 2010 de rol van Frits van Egters in De Avonden naar de roman van Gerard Reve. In 2011 was hij te zien in Bent.
Zijn tv-debuut maakte hij in 2000 in een aflevering van de VTM-serie Spoed. In 2007 was hij voor het eerst te zien op het grote scherm in de langspeelfilm Vermist van Jan Verheyen. Cammaert speelde ook mee in de film van Paula van der Oest, Tiramisu (2007). Vanaf 2008-2011 stemde hij de stem van Shawn Froste bij Wim Pel Productions B.V in the anime serie die gebaseerd is op de manga Inazuma Eleven (manga).   In 2010 speelde hij een gastrol in Aspe. In 2011 speelde hij de rol van Paul Vermeer/Kees Chardon in de film Sonny Boy. In 2017 was hij panellid in Ranking the Stars.
In 2011 speelde Cammaert in de originele cast van de musical Ramses de rol van de jonge Joop Admiraal. In 2012/2013 volgde een rol in HEMA, de musical. In 2013/2014 speelde hij Friso Wiegersma, de jonge geliefde van Wim Sonneveld, in de gelijknamige musical met Tony Neef in de titelrol. In 2014 was hij opnieuw te zien in de rol van Joop Admiraal, maar ditmaal in de bekroonde televisieserie Ramses van de AVRO.
In 2014 en 2015 vertolkte Cammaert de rol van Anton Roover in Soldaat van Oranje, in 2016 de rol van Erik Hazelhoff Roelfzema.
Tijdens het seizoen 2014/2015 speelde Cammaert de rol van Berend in Onder de groene hemel, een musical met hits van Boudewijn de Groot en Lennaert Nijgh. Verder was hij eind 2015 te zien zijn in de film Ja, ik wil! als Sam en in de film Publieke Werken als Friedrich Ebert.
In 2016 was Cammaert te zien in Kogelvis, een productie van het Bellevue lunchtheater in samenwerking met Toneelgroep Oostpool. Tijdens het seizien 2016/2017 deed Cammaert mee aan de voorstelling De Meiden van Toneelgroep Amsterdam. In 2018 was hij te zien als Lorenzo in William Shakespeares Romeo en Julia van Toneelgroep Oostpool.
Cammaert deed in 2017 mee aan het zeventiende seizoen van Wie is de Mol?, waarin hij de Mol was.
Cammaert verleende in 2022 zijn medewerking aan verschillende televisieprogramma's waaronder De Alleskunner VIPS, The Passion 2022 als Petrus, Code van Coppens: De wraak van de Belgen, Voor het blok, Waku Waku, Kloostergasten en de kerstspecial van LEGO Masters. Sinds 28 mei 2022 is hij een van de presentatoren van het televisieprogramma Zin in morgen bij KRO-NCRV. Eind 2022 was hij een van de presentatoren van de zesdelige spin-off Zin in zondag.
Samen met Soy Kroon speelde hij in het toneelstuk Trompettist in Auschwitz. In 2023 deed Cammaert mee aan De Verraders. In datzelfde jaar deed Cammaert ook mee aan de televisieprogramma’s Weet Ik Veel en The Big Bang. 
Op 3 september van 2023 speelde Thomas Cammaert kapelaan Erik Odekerke in Dagboek van een herdershond live. KRO-NCRV zond deze bewerking van de klassieker Dagboek van een herdershond uit.
In 2024 deed Cammaert mee als dragqueen aan het televisieprogramma Make Up Your Mind, waarin hij op de tweede plaats eindigde. In datzelfde jaar deed hij mee aan het televisieprogramma Moordfeest, waarin hij de aflevering won. Ook deed Cammaert in 2024 mee aan het televisieprogramma The Connection en was hij eind van dat jaar in het theater te zien in A xXxmas Carola waar hij verschillende rollen in speelde.
- Virtual International Authority File: 5453151304664849460006